# Анвертер

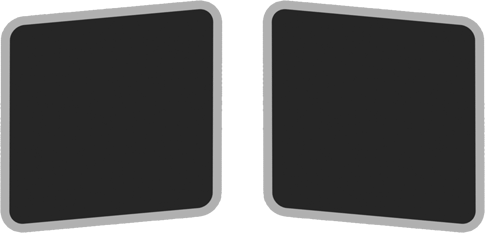
Петлица анвертера Общих СС

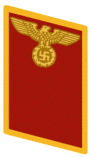
Петлица анвертера НСДАП

Анве́ртер (нем.  SS-Anwärter) — партийное звание, существовавшее в НСДАП с 1925 по 1945 и в СС с августа 1929 по 8 мая 1945, а также в войсках СС после 1941.
Слово анвертер переводится с немецкого как «кандидат». В Национал-социалистической рабочей партии Германии это звание было самым низким рангом в служебной иерархии нацистов и применялось по отношению к работникам, находившимся на государственной службе Рейха.
В СС анвертером назывались кандидаты ко вступлению в эту организацию, проходившие испытательный период на звание манн.
Внутри организации Общих СС присвоение анвертеру воинского звания СС-Манн проводилось через год испытаний, тренировок и обучения. В этот период кандидат подвергался тотальной проверке его политических взглядов, расового происхождения, семейных связей и т. п.
Кандидат, успешно прошедший расовую комиссию, подвергался многочисленным экзаменам и проверкам.
9 ноября, в годовщину мюнхенского «Пивного путча», кандидат становился соискателем и получал право ношения эсэсовской формы, но без погон и петлиц.
30 января, в день взятия власти, он получал временное удостоверение личности эсэсовца.
20 апреля, в день рождения Гитлера, кандидат, получив постоянное удостоверение личности, надев погоны и петлицы, приносил присягу фюреру.
В период с 20 апреля до 1 октября он должен был получить спортивный значок и изучить эсэсовский катехизис.
Некоторое время новичок должен был отработать в службе труда и отслужить в вермахте. И только после этого его назначали в подразделение СС при наличии положительной характеристики из вермахта.
9 ноября кандидат принимал новую присягу. На этот раз новичок клялся не только за себя, но и за свою семью, завести которую сможет только с разрешения главного управления по расовым вопросам или самого Гитлера «при соблюдении расовых и наследственных требований».
Затем молодой член ордена получал кортик.
Кандидатский стаж истекал торжественной церемонией присвоения первого звания — СС-Манн.
После 1941 звание анвертер было введено в войсках СС для обозначения кандидата ко вступлению в войска СС до начала процесса тренировки и подготовки. С началом тренировки анвертеру автоматически присваивалось звание шутце.
На протяжении 1942—1945 годов существовало также звание ещё ниже анвертера — бевербер.